# J.W. Knapp Company
J.W. Knapp Company, beter bekend als "Knapp's", was een warenhuisketen in het midden van Michigan, gevestigd in Lansing, Michigan.

## Geschiedenis
In 1893 opende de verkoper Joseph W. Knapp, oorspronkelijk uit Hillsdale, Michigan, samen met Frank W. Jewett, een textielwinkel in Albion, Michigan, genaamd Jewett & Knapp. In 1897 verhuisde de winkel naar een voormalige textielwinkel aan North Washington Avenue 123 in Lansing, waar het een oppervlakte van 500 m² had. 
In 1908 verkochten Jewett en Knapp de zaak aan Frank Lackey, die de winkel omdoopte tot "J.W. Knapp Company". Knapp bleef verantwoordelijk voor de bedrijfsvoering, met Lackey als stille vennoot. Knapp's profileerde zichzelf met de slogan "Lansing's Busy Reliable Store". 
Datzelfde jaar verhuisde de zaak naar South Washington Street 220-226. In 1918 had Knapp's een speciaalzaak voor cadeaus in zijn bedrijf opgenomen, de "Kenilworth Gift Shop" in samenwerking met Kenilworth Studios in Chicago, hetgeen gepaard ging met een uitgebreide reclamecampagne. In 1923 leverde Knapp de nieuwste mode aan kostuumdeelnemers in een muzikale revue aan het Michigan Agricultural College in het nabijgelegen East Lansing. In 1928 werd de winkel uitgebreid en gerenoveerd voor $ 15.000 om de concurrentie met het rivaliserende warenhuis F.W. Arbaugh Company te kunnen aangaan. De nieuwe winkel in South Washington was uitgerust met een pneumatisch geldtransportsysteem. 
In 1937 begon Knapp met de bouw van een nieuw gebouw, dat werd voltooid in 1939, op South Washington Street 300, op de plek van het Hotel Downey. Dat en het nog oudere Lansing House hotel werden gesloopt om plaats te maken voor de nieuwe winkel. De winkel werd in de jaren 1940 uitgebreid tot een heel stadsblok. 
In de jaren 1950 werd het bedrijf verkocht aan de Charles Stewart Mott Foundation, die eigenaar was van een aantal warenhuizen in het midden van Michigan, waaronder Smith-Bridgman in Flint, D.M. Christian Company in Owosso en Robinson's in Battle Creek. Begin jaren zestig opende Knapp's een kleinere vestiging in East Lansing. Deze winkel werd later gesloten en er werd een nieuwere vestiging van Knapp's gebouwd als een van de hoofdwinkels in de Meridian Mall in Okemos toen deze in 1969 werd geopend. In 1972 werden twee warenhuizen overgenomen van Wurzburg's uit Grand Rapids, namelijk in de Lansing Mall in Lansing en in de Westwood Mall in Jackson.
Uitgebreide televisiereclame op WJIM Channel 6 maakte Knapp's in heel Midden-Michigan bekend. 
In 1970 kocht de L.S. Good Co. uit Wheeling, West Virginia alle divisies van de Mott Foundation; L.S. Good Co. ging in 1980 failliet en alle voormalige Mott Foundation-winkels werden gesloten. De drie vestigingen in winkelcentra werden allemaal verkocht aan J.C. Penney, terwijl de vestiging in het centrum van Lansing enkele weken eerder al permanent was gesloten door het moederbedrijf.